# Hauptstadtterritorium Islamabad
Das Hauptstadtterritorium Islamabad (engl. Islamabad Capital Territory; Urdu اسلام آباد وفاقی دارالحکومت علاقہ) um die pakistanische Hauptstadt Islamabad wurde 1970 errichtet, nachdem die Hauptstadt von der Übergangshauptstadt Rawalpindi 1967 in die neue Planhauptstadt Islamabad verlegt wurde.
Das Territorium grenzt im Norden an die Provinz Khyber Pakhtunkhwa und im Süden an die Provinz Punjab, zu denen das Gebiet vor 1970 auch gehörte.

## Bevölkerung
Die Muttersprache von 71,7 % der Einwohner ist Panjabi, 10,1 % sprechen die Nationalsprache Urdu, weitere 9,5 % Paschtunisch.
95,5 % der Einwohner sind muslimischen Glaubens, weitere 4,1 % sind Christen.
(Angaben laut Volkszählung von 1998)
Die Alphabetisierungsrate in den Jahren 2014/15 bei der Bevölkerung über 10 Jahren liegt bei 85 % (Frauen: 79 %, Männer: 91 %) und ist damit die höchste in ganz Pakistan.